# Japan Media Arts Festival
Japan Media Arts Festival — ежегодный фестиваль медиа-арта, проводимый в Токио.

## О фестивале
Ежегодный фестиваль Japan Media Arts Festival проводится в Токио с 1997 года при поддержке Агентства по делам культуры Японии. 
За годы существования фестиваля в нем участвовали такие мэтры мировой анимации, как Александр Петров, Юрий Норштейн, Хаяо Миядзаки, Кодзи Ямамура, Жорж Швицгебель, Теодор Ушев.